# Loureda (Oza-Cesuras)
Loureda (llamada oficialmente Santo Estevo de Loureda) es una parroquia española del municipio de Oza-Cesuras, en la provincia de La Coruña, Galicia.

## Entidades de población
Entidades de población que forman parte de la parroquia:
- Agra (A Agra)
- Barreiro (O Barreiro)
- Cal (O Cal)
- Camarada
- Campañao
- Cangas
- Carracheira (A Carracheira)
- Coebre
- Coiral (O Coiral)
- Currás (Os Currás)
- Monte (O Monte)
- Peronegro
- Torre (A Torre)

## Demografía
| Gráfica de evolución demográfica de Loureda entre 2000 y 2019 |
|                                                               |
| Datos según el nomenclátor publicado por el INE.              |